# Ельцин, Сергей Витальевич

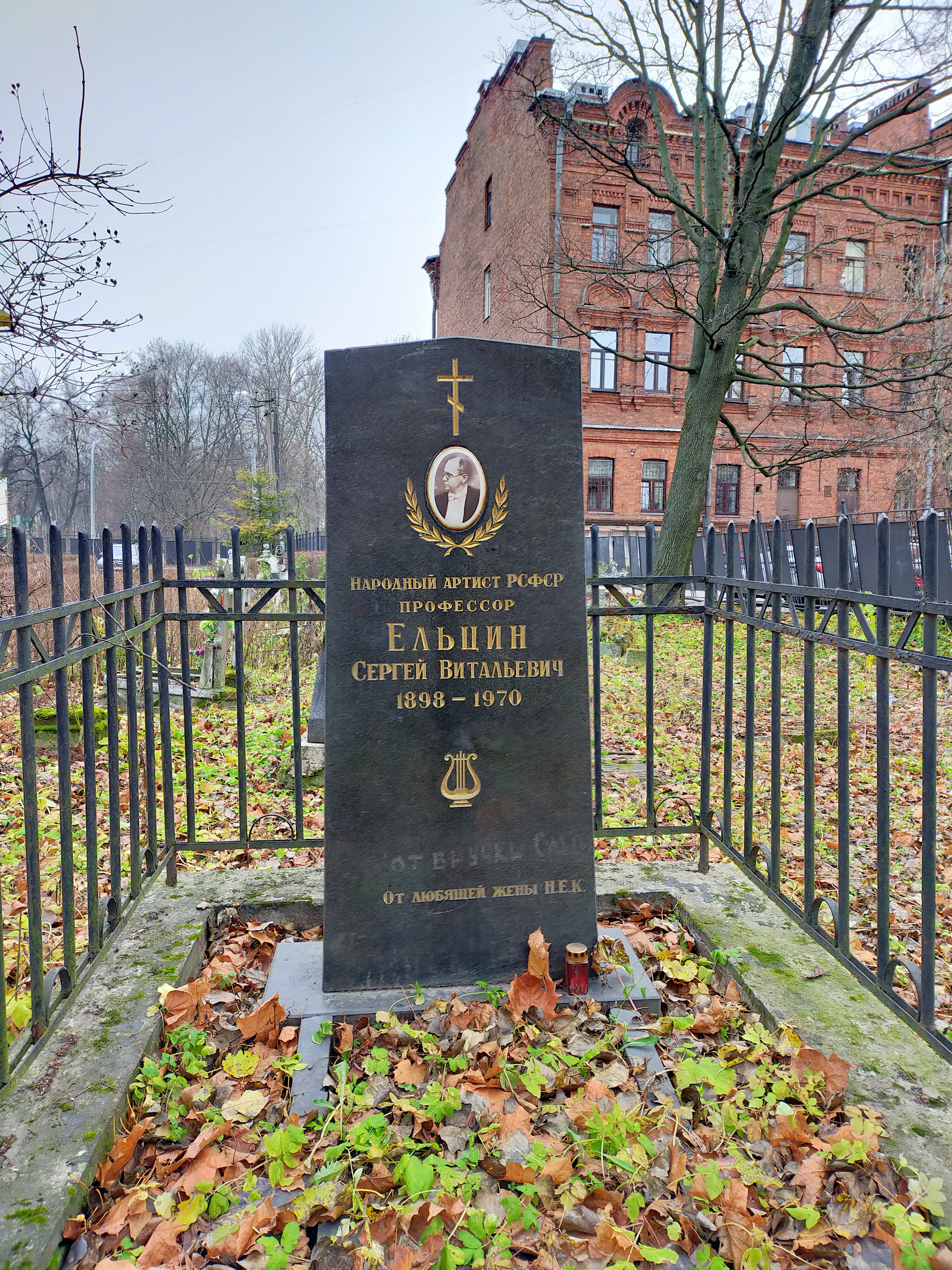
Памятник на могиле С.В.Ельцина (1898-1970), Волковское лютеранское кладбище

Серге́й Вита́льевич Ельци́н (22 апреля [4 мая] 1897, Санкт-Петербург, Российская империя — 26 февраля 1970, Ленинград, СССР) — оперный дирижёр, педагог, Народный артист РСФСР (1954).
Главный дирижёр и художественный руководителя оркестра Театра оперы и балеты им. С. М. Кирова с 1953 по 1956 г. и с 1960 по 1962 г.

## Биография
Родился в Петербурге 22 апреля (4 мая) 1897 года.
В 1914 году с отличием окончил гимназию. На следующий год поступил в Петроградский университет на естественное отделение физико-математического факультета. Но в 1916 году дополнительно поступил  в Военно-медицинскую академию и в Петроградскую консерваторию, в класс фортепиано профессора Л. В. Николаева. Одновременно занимался в классе дирижирования у профессора Э. А. Купера. В 1918 году по конкурсу был зачислен в Мариинский театр в качестве концертмейстера-пианиста.
Окончил в 1919 году Петроградскую консерваторию по классу фортепиано, а в 1923 году — по классу дирижирования (у Э. А. Купера) и композиции (у М. О. Штейнберга и B. П. Калафати).
В 1922 году  в оперном классе консерватории продирижировал оперой А. С. Даргомыжского «Русалка». Весной 1923 года на открытии Оперной студии при Петроградской консерватории дирижировал оперой Н. А. Римского-Корсакова «Снегурочка».
С 1918 года работал в Петроградском (Ленинградском) театре оперы и балета (до 1928 года ― концертмейстер, затем дирижёр, в 1953―1956 и в 1960—1962 годах ― главный дирижёр). Под управлением Ельцина ставились спектакли русского и зарубежного репертуара: «Риголетто» (1936), «Фауст» (1941), «Травиата» (1944), «Садко», «Борис Годунов» (1954), «Князь Игорь»; «Семён Котко» С. С. Прокофьева (1960) и др.
С 1919 года преподавал в Петроградской консерватории (с 1935 года ― профессор), был одним из инициаторов создания Оперной студии при ней. В 1928 году в составе Оперной студии консерватории совершает поездку в Зальцбург (Австрия) на моцартовские торжества.
В 1940 году – присвоено звание «Заслуженный артист РСФСР», а в  1954 году - «Народный артист РСФСР».
Скончался 26 февраля 1970 года после тяжёлой и продолжительной болезни (атеросклероз 2 степени). Похоронен на Волковском лютеранском кладбище Санкт-Петербурга рядом с могилой жены, Ольги Дмитриевны Голубковой.